# Domenico Trentacoste
Domenico Trentacoste (20 de septiembre de 1859 - 18 de marzo de 1933) fue un escultor italiano.

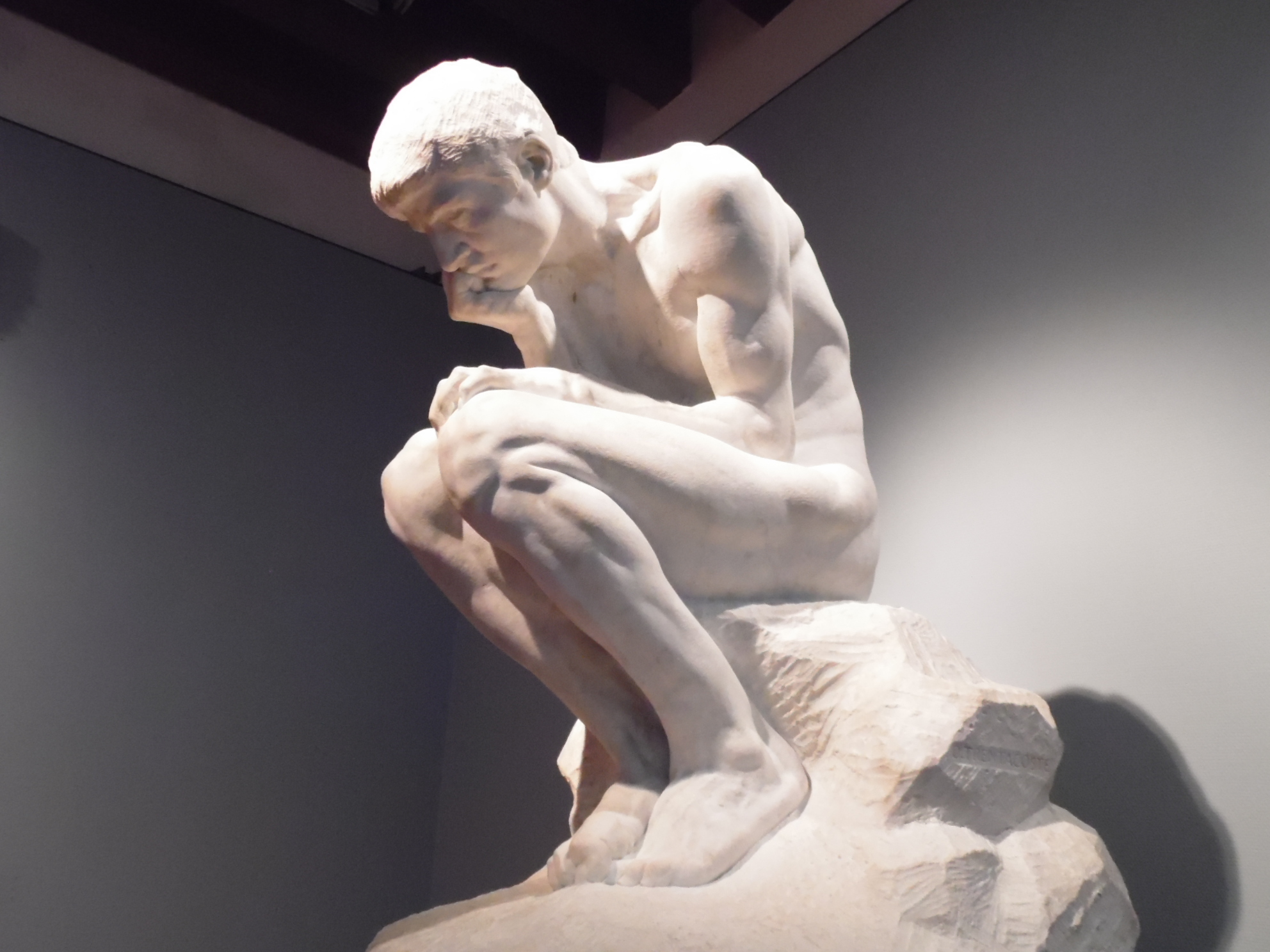
Domenico Trentacoste: Caino (post 1903). Galleria d’Arte Moderna (Palermo)

## Biografía
Nació en Palermo, Sicilia; a los doce años, Trentacoste comenzó como aprendiz del escultor Domenico Costantino. De joven viajó por Italia, incluyendo Nápoles, y pasó algunos años en Florencia a partir de 1878. La comisión de un arco de triunfo hecho para la visita del rey  Humberto I le brindó a Trentacoste el suficiente dinero para mudarse a París en 1880, donde  conoció al escultor Giovanni Antonio Lanzirotti.
Trentacoste trabajó tanto en mármol como en bronce y era generalmente exhibido en el Salón de París. Esculpió el monumento de mármol de Il raccoglimento, dedicado a su hermana, María Antonietta Trentacoste, y que se encuentra en el cementerio di Santo Spirito, en Palermo. Su trabajo El regreso de la Cosecha de Uva fue realizado en bronce. Otros trabajos incluyen Ophelia; Beatrice y I'edera. Su Pia de' Tolomei fue comprado por el pintor inglés Edwin Long, quién lo había introducido a compradores en Londres.
Durante muchos años Trentacoste enseñó en la Academia de Bellas Artes en Toscana. Entre sus alumnos estuvieron Torello Santini, Bruno Catarzi, Mario Moschi, Marino Marini, Paolo Abbate y Giuseppe De Angelis.

## Obras seleccionadas

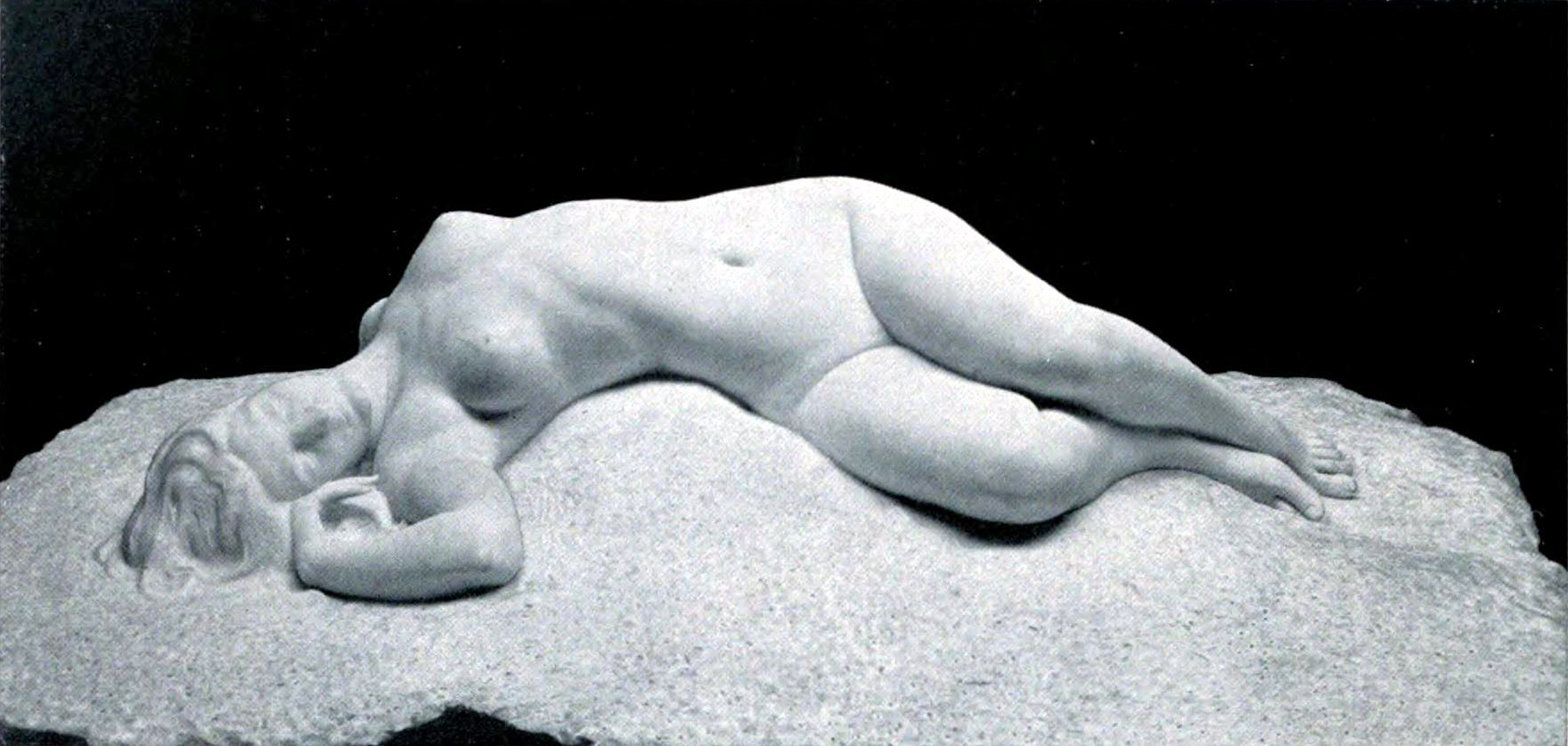
Mujer desnuda reclinada.
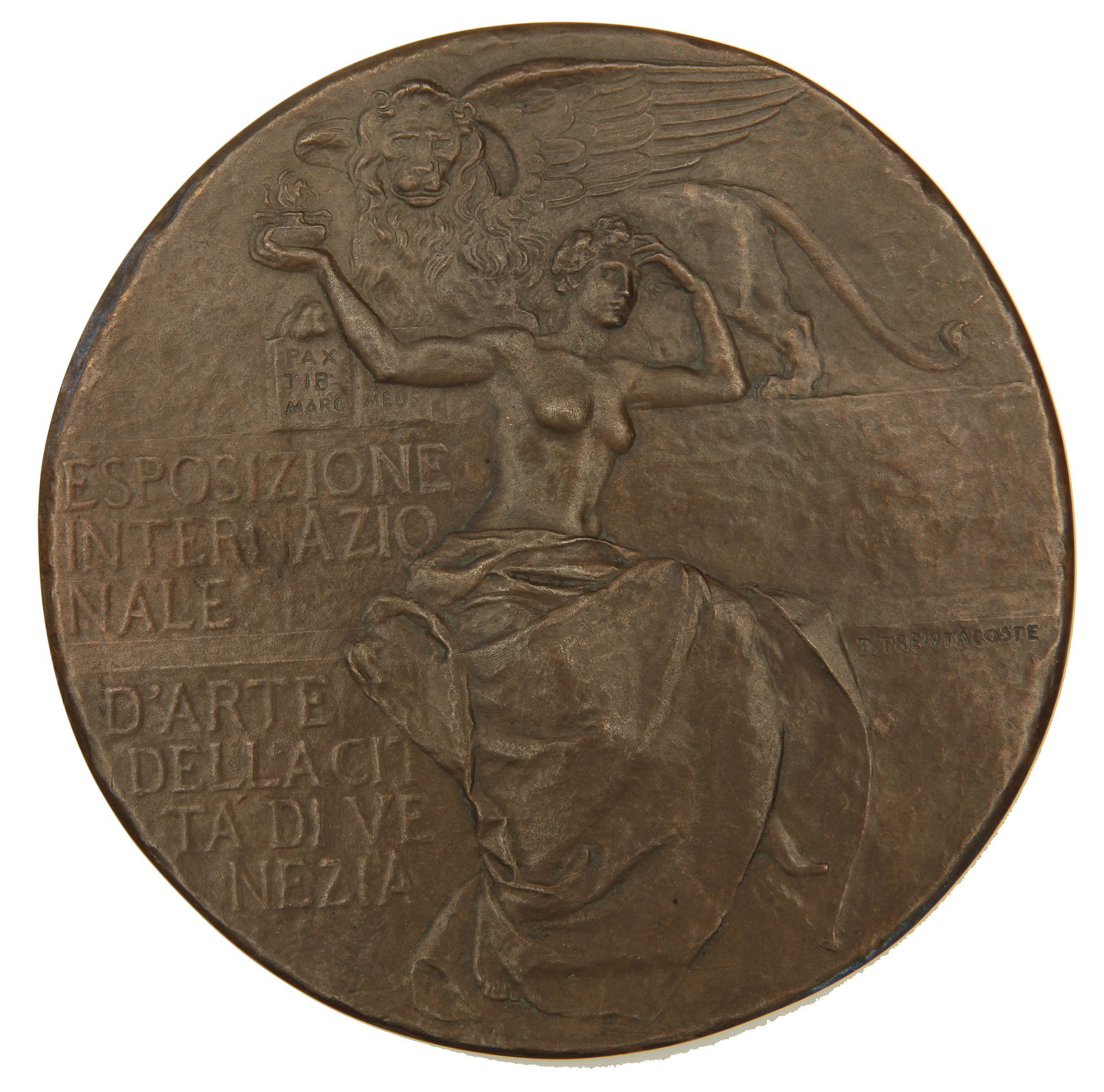
Esposizione Internazionale D' Arte Della Cittá Di Venezia
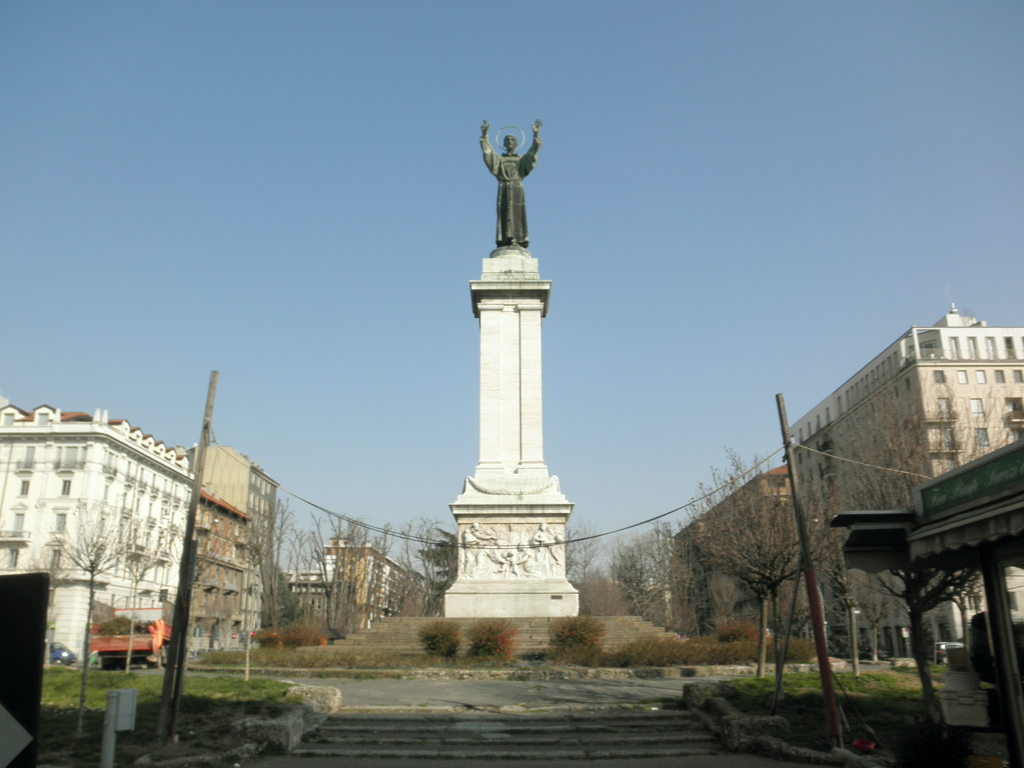
St Francis de Assisi en Piazza di Risorgimento, Milán.